# Guillaume Paoli
Guillaume Paoli (* 1959) ist ein deutschschreibender französischer Schriftsteller. Er lebt seit 1992 in Berlin.

## Leben, Werk
Ende der 1990er errang Paoli einen gewissen Grad an Bekanntheit als Theoretiker der „Glücklichen Arbeitslosen“ und Mitherausgeber ihrer Zeitschrift „müßiggangster“.
2003 machte er sich als „Demotivationstrainer“ selbständig. Die Ergebnisse seiner Forschung werden in dem Buch Demotivational training (2013) gesammelt
Von 2008 bis 2013 war er im Leipziger Centraltheater als „bundes- und vielleicht weltweit erster Hausphilosoph“ eingestellt. Dort leitete er die „Prüfgesellschaft für Sinn und Zweck“ und betrieb eine rege besuchte „philosophische Praxis“. 2014 bis 2017 unterhielt er im Roten Salon der Volksbühne am Rosa-Luxemburg-Platz die Diskussionsreihe Im Zentrum des Übels. 2015 rief er zum Widerstand gegen die Ernennung des Kurators Chris Dercon als Intendant der Volksbühne auf. Dabei scheiterte Paolis Versuch, eine neue „Volksbühnenbewegung“ zu gründen. 2016 war er am „Kapitalismustribunal“ in Wien beteiligt.
In den Jahren 2018 und 2019 engagierte er sich publizistisch für die französische Gelbwestenbewegung, daraus entstand das Buch Soziale Gelbsucht.

## Auszeichnungen
- 2024 Günther Anders-Preis für kritisches Denken

## Werke

### Bücher
- Etwas Besseres als der Optimismus. Matthes & Seitz, Berlin 2025,  ISBN 978-3-7518-3020-1.
- Geist und Müll. Von Denkweisen in postnormalen Zeiten. Matthes & Seitz, Berlin 2023, ISBN 978-3-7518-0355-7.
- Soziale Gelbsucht. Matthes & Seitz, Berlin 2019, ISBN 978-3-95757-828-0[6]
- Die lange Nacht der Metamorphose. Über die Gentrifizierung der Kultur. Matthes & Seitz, Berlin 2017, ISBN 978-3-95757-474-9.
- Mao siegt – Sieg dem Narzissmus-Nihilismus. Matthes & Seitz, Berlin 2013, ISBN 978-3-88221-065-1.
- Eloge de la démotivation. Lignes, Paris 2008, ISBN 978-2-35526-007-0.[7]
- Du bist nicht allein, Sklave! SuKuLTuR, 2008, ISBN 978-3-937737-85-0.
- Mehr Zuckerbrot, weniger Peitsche. Bittermann Verlag, Berlin 2002, ISBN 3-89320-062-2.
- mit Anne Hahn: Sklavenmarkt – Utopie und Verlust. Lukas Verlag, Berlin 2000, ISBN 3-931836-58-4.

### Hörspiel
. Nervositäten. Vorahnung und Überdruss: Die Dämmerung zum Ersten Weltkrieg, Deutschlandfunk Kultur, 2014

### Aufsätze (Auswahl)
- Von Verklemmungen und Bewegungen in: Rotary Magazin, Dezember 2018. online
- Wegkuratieren des Widerspenstigen, Berliner Gazette, 2015 online
- Wider den Ernst des Lebens. In: Paul Lafargue: Das Recht auf Faulheit. Matthes & Seitz, Berlin 2013, ISBN 978-3-88221-035-4.
- Wozu Denkmale? In: Leipziger Blätter. Ausgabe 60, Frühjahr 2012.
- Gesamtkunstwerk Gaddafi. In: Edit. # 56, Leipzig 2011.
- Wider das Projekt. In: Barbara Gronau, Alice Lagaay (Hrsg.): Ökonomien der Zurückhaltung. Transcript, 2010.
- Willkommen in Bobocity. In: scheinschlag – berliner stadtzeitung. Ausgabe 06/2007. online
- Technik der Zombifikation. In: Reinigungsgesellschaft, The social engine, exploring flexibility. SoYAA, Budapest / Weimar 2007.
- Wir sind die Verbrecher. In: Frankfurter Allgemeine Zeitung. 22. November 2006. online
- Kann uns der Staat von der Arbeit retten? In: Der Freitag. 27. Januar 2006. online
- Entlasst die Experten. In: Frankfurter Allgemeine Zeitung. 19. April 2005. online
- Das Winner-Loser-Verhältnis. In: Schritte zur Flucht von der Arbeit zum Tun. Walther König, Köln 2004, ISBN 3-88375-817-5.
- Die Hinterbliebenen. In: Rudolf Maresch, Florian Rötzer (Hrsg.): Renaissance der Utopie. Suhrkamp, Frankfurt am Main 2004, ISBN 3-518-12360-2.
- Lasst euch nicht gehen. In: Carl Hegemann (Hrsg.): Erniedrigung genießen. Alexander Verlag, Berlin 2001, ISBN 3-89581-065-7.
- Wird die Menschheit dümmer als Maschinen? In: Frank Schirrmacher (Hrsg.): Die Darwin AG. Kiepenheuer & Witsch, Köln 2001, ISBN 3-462-03008-6.